# Atešgah
Atešgah (iz perzijskega آتشگاه‎, Ātashgāh, azerbajdžansko Atəşgah), pogosto imenovan "Ognjeni tempelj v Bakuju", je gradu podoben tempelj  v Surakaniju, predmestju Bakuja v Azerbajdžanu.
Iz perzijskih in indijskih napisov je razvidno, da je bil tempelj tako hindujski kot zoroastrski prostor za čaščenje. Ime Atešhag izhaja iz perzijske besede "Ātash" (آتش), ki pomeni  "ogenj".
Peterokotni kompleks z dvoriščem, obdanim s celicami za menihe, in tetrapilnim oltarjem na sredini, je bil zgrajen v 17. in 18. stoletju. Zapuščen je bil v poznem 19. stoletju, verjetno zaradi upadanja števila indijskega prebivalstva na tem območju. Naravni večni ogenj je ugasnil leta 1969. Ogenj zdaj vzdržuje plin, ki se dovaja iz bližnjega mesta.
Bakujski Atešgah je bil romarsko in filozofsko središče zoroastrijcev s severozahodnega dela Indijske podceline, ki so po znameniti "Veliki cesti", ki je več kot 2500 let povezovala Osrednjo Azijo in Indijsko podcelino, trgovali s kaspijskim območjem. Štirje sveti elementi njihovega verovanja so bili: ateši (ogenj), badi (zrak), abi (voda) in heki (zemlja). Tempelj je prenehal biti mesto čaščenja po letu 1883 z začetkom naftne industrije v Surakaniju. Kompleks je bil leta 1975 preurejen v muzej, ki ga vsako leto obišče okoli 15.000 obiskovalcev.
Ognjeni tempelj Atešgah je Gulnara Mehmandarova leta 1998 nominirala za uvrstitev na Unescov seznam svetovne dediščine. Tempelj je bil 19. decembra 2007 z ukazom azerbajdžanskega predsednika razglašen za državni zgodovinsko-arhitekturni rezervat.

## Etimologija
Perzijsko krajevno ime Atešgah (azerbajdžanska izgovarjava Atešgah, ruska izgovarjava Atašgjah) dobesedno pomeni  "dom ognja". Izhaja iz perzijskega izraza  ateš (آتش), ki pomeni "ogenj". V azrebajdžanskem jeziku je sposojenka. Etimološko je povezana z vedskim अथर्वन् atharvan. Gah (گاہ) izhaja iz srednjeperzijskega jezika in pomeni "prestol" ali "postelja" in je identičen s sanskrtskim gṛha गृह, ki pomeni "hiša". Izraz se je vsakdanji rabi pretvoril v gah. 
Ime Atešgah se nanaša na dejstvo, da je tempelj stal na vrhu izčrpanega polja zemeljskega plina, ki je nekoč izhajal iz sedmih naravnih odprtin v tleh in se občasno spontano vžgal. Kompleks zdaj napaja plin iz Bakuja. Ogenj se prižge samo občasno za zadovoljsto obiskovalcev.
Surakani, ime mesta, kjer se nahaja Atešgah, verjetno pomeni "območje lukenj" (سراخ, perzijsko "luknja"), lahko pa bi bil povezan tudi z ognjenim sijem, ker perzijska beseda  سرخ/sorkh/surkh pomeni "rdeče". Zgodovinsko alternativno ime za Azerbajdžan kot celoto je bilo Odlar Yurdu, kar pomeni "dežela požarov". Sanskrtska etimologija imena Surakani je "rudnik bogov". Beseda je sestavljena iz izraza sura, ki pomeni "bogovi", in je nasrotna besedo asura, ki pomeni "demoni".
Surakani v tatščini, surakanskem jeziku, tesno povezanim s perzijkim, pomeni "luknja z izvirom".

## Zgodovina
Surakani se nahaja na polotoku Apšeron, ki slovi po tem, da se tam iz zemlje cedi nafta. Na naftnih poljih nenehno gorijo ognji, tako kot na gori Janardag. Napajajo jih hlapi naravnih ogljikovodikov, ki izparevajo iz kamnine.
Sarah Ašurbejli meni, da je beseda Atš popačenka besede  Ateš ("ogenj"), Atši-Baguan pa pomeni "baguanski ognji", se pravi "bakujski ognji". Beseda Baguan izhaja iz besede Baga, ki v stari perzijščini pomeni "bog". Enak pomen ima sanskrtska beseda Bhaga, भग.
Nemški popotnik Engelbert Kaempfer, ki je Surakani obiskal leta 1683, omenja "sedem lukenj z večnim ognjem".
Estakhri (10. stoletje) je omenil, da nedaleš od Bakuja, se pravi na polotoku Apšeron, živijo častilci ognja. Njegov zapis je potrdil Movses Dashuranci v njegovi omembi province Bhagavan ("božja polja" oziroma "bogovi ognja"). V 18. stoletju se Atešgah obiskali   zoroastrijanci. Perzijski napis nad vhodno odprtino v eno od meniških celic govori o obisku zoroastrijancev iz Isfahana:
Napis v perzijskem jeziku:
آتشی صف کشیده همچون دک
جیی بِوانی رسیده تا بادک
سال نو نُزل مبارک باد گفت
خانۀ شد رو سنامد (؟) سنة ۱۱۵٨
Transliteracija perzijskega napisa:
ātaši saf kešide hamčon dak
jey bovāni reside tā bādak
sāl-e nav-e nozl mobārak bād goft
xāne šod ru *sombole sane-ye hazār-o-sad-o-panjāh-o-haštom
Prevod:
Ognji stojijo v vrsti.
Isfahani Bovani je prišel v Badak [Baku].
V blagoslovu za obilno novo leto je rekel:
Hiša je bila zgrajena v mesecu ušesa leta 1158.
Leto 1158 ustreza letu 1745 n. št. Bovan (sodobni Bovanat) je vas pri Isfahanu. Beseda Badak je pomanjševalnica besede Bad-Kubeh, kot se je imenoval Baku v virih iz  17. in 18. stoletja (Bad-e Kube). Po zoroastrskem koledarju je bilo novo leto leta 1745 n. št. v mesecu avgustu.
Zanimive informacije o zoroastrstvu v Bakuju nacaja D. Shapira v delu Karait iz Wolhynije se sreča z zoroastrijancem iz Bakuja.
Avraham Firkowicz, karaitski zbiralec starodavnih rokopisov, je pisal o svojem srečanju v Darbandu leta 1840 s častilcem ognja iz Bakuja. Firkowicz ga je vprašal: "Zakaj častiš ogenj?" Častilec ognja mu je odgovoril, da ne časti ognja, temveč "Stvarnika, ki ga simbolizira ogenj".

### Zgradba
Nekateri strokovnjaki domnevajo, da je bil Atešgah starodavno zoroastrsko svetišče, ki so ga porušili med napadi islamskih vojsk med muslimanskim osvajanjem Perzije in sosednjih regij. Trdijo tudi, da so po zgodovinskih virih pred gradnjo hindujskega ognjenega templja (Atešgah) v Surakaniju konec 17. stoletja na tem mestu častili ogenj tudi tamkajšnji prebivalci zaradi "sedmih lukenj z gorečimi plameni".
Ogenj se v hinduizmu in zoroastrstvu kot agni oziroma  atar šteje za svetega, zato se je razpravljalo o tem, ali je bil Atešgah prvotno hindujsko ali zoroastrsko svetišče. Trizob na vrhu zgradbe je običajno izrazito hindujski sveti simbol in je kot trišula običajno nameščen na hindujskih templjih. Zoroastrski učenjaki so imeli trizob za dovolj tehten razlog, da so Atašgah šteli za hindujsko svetišče. V azerbajdžanski razlagi zgodovine Bakuja, ki svetišče imenuje "hindujski tempelj", se trizob šteje za simbol "dobrih misli, dobrih besed in dobrih dejanj", čeprav kot tak ni povezan z zoroastrstvom.
Eden od zgodnjih evropskih komentatorjev Jonas Hanway  je zoroastrijce, sike in hindujce po njihovih verskih prepričanjih združil v eno skupino: "Ta verovanja z nekaj spremembami še vedno ohranjajo nekateri potomci starih Indijcev in Perzijcev, ki jih imenujejo geberji ali gauri in so zelo vneti pri ohranjanju religije svojih prednikov, zlasti v zvezi s čaščenjem ognja". Geber je perzijski naziv za zoroastrijca, medtem ko so gauri hindujska duhovniška kasta. Kasnejši učenjak A.V. Williams Jackson je skupino ločil in izjavil, da so "značilnosti, ki jih omenja Hanway, izrazito indijske in ne zoroastrske". Njegovo mnenje temelji na oblačilih častilcev, tilakah, njihovi strogo vegetarijanski prehrani in čaščenju krav, čeprav hkrati dopušča možnost, da je bilo v svetišču poleg velikih skupin hindujcev in sikov "morda prisotnih tudi nekaj gabrov", se pravi zoroastrijcev ali Perzijcev.

### Lokalno indijsko prebivalstvo in romarji
V poznem srednjem veku so bile po celi Srednji Aziji številne indijske skupnosti. V Bakuju so indijski trgovci iz Mutana v Pandžabu obvladovali večino trgovanja, indijski obrtniki pa so opravljali večino tesarskih del v ladjedelnicah ob Kaspijskem jezeru. Nekaj komentatorjev je teoretiziralo, da je prav lokalna indijska skupnost zgradila ali obnovila tempelj Atešgah.
Ko so evropski akademiki in raziskovalci začeli prihajati v Srednjo Azijo in na Indijsko podcelino, so dokumentirali srečanja z več deset Hindujci v samem svetišču in sikovskimi romarji na poti med severno Indijo in Bakujem.
Karl Eduard von Eichwald v svojem Potovanju po Kavlazu (Reise in den Caucasus, Stuttgart, 1834) citira potopis Samuela Gottlieba Gmelina Potovanje po Rusiji (1771), v katerem Gmelin pravi, da je opazoval asketske jogije med njihovo molitvijo. Geolog Eichwald sam omenja, da je opazil čaščenje Rame, Krišne, Hanumana in  Agnija.
Leta  1784 je George Forster iz Bengalske civilne službe opisal kvadratno zgradbo, dolgo okoli 30 metrov, obdano z nizkim obzidjem in veliko sobami ob njem. V vsaki sobi je iz lijaka, "zgrajenega v obliki hindujskega oltarja", gorel majhen plamen. Ogenj je služil za bogoslužje, kuhanje in ogrevanje in so ga redno ugašali:
"Tempelj Atešgah ni bil videti kot običajen mestni karavanseraj - nekakšna krčma z velikim osrednjim dvoriščem, kjer so prenočevale karavane. V središču templja je bil v nasprotju s karavanseraji oltar, obdan z majhnimi celicami ob obzidju, namenjene obiskovalcem – indijskim asketom, privržence kulta ognja, in romarjem."

### Lokalno zoroastrsko prebivalstvo in romarji
Nekaj podatkov kaže, da so bili v templju poleg Hindujcev prisotni tudi zoroastrijci (Parsi in Guebresi) in Siki. Chardin je v 17. stoletju poročal o perzijskem Guebru, ki je častil večno goreči ogenj (na Apšeronu), oddaljenem dva dni potovanja od Šemahe.
Engelbert Kaempfer, ki je obiskal Surakani leta 1683, je zapisal, da sta bila med častilci ognja dva moža, potomca Perzijcev, ki so emigrirali v Indijo.
Francoski jezuit Villotte, ki je živel v Azerbajdžanu od leta 1689, je poročal, da Atešgah globoko spoštujejo Hindujci, Siki iz zoroastrijci, potomci starih Perzijcev.
Neški popotnik Lerch, ki je tempelj obiskal leta 1733, ja zapisal, da je tam dvanajst Guebrov ali starih Perzijcev, častilcev ognja.
J. Hanway, ki je Baku obiskal leta 1747, je zapustil nekaj zapisov o Atešgahu. Ljudi, ki so v Atešgahu častili ogenj, imenuje Indijci, Perzijci in Guebri.
S. Gmelin je Atešgah obiskal leta  1770 in zapisal, da so takrat v Atešgahu živeli Indijci in potomci starodavnih Guebrov.
Leta  1820 je tempelj obiskal francoski konzul Gamba, ki omenja, da v njem živijo Hindujci, Siki in zoroastrijci, častilci boga Zoroastra (Zaratustre).
Anglež Ussher je Atešgah obiskal 9. septembra 1863. Tempelj je imenoval Ataš Džah in menil, da vanj romajo verniki iz Indije in Perzije.
Nemški baron Max Thielmann je tempelj obiskal oktobra 1872 in v svojih spominih napisal, da perzijska skupnost v Bombayu v tempelj pošilja svoje svečenike in jih po nekaj letih zamenja. Njihova prisotnost v templju je potrebna, ker tja prihajajo romarji iz obrobja Perzije (Jazd, Kerman) in Indije in tam ostajajo več mesecev ali celo let.
Angleški popotnik James Bruce je Atešgah obiskal leta 1876. Opazil je, da je v templju stalno prisoten perzijski svečenik iz Bombaya. Približno takrat je tempelj obiskal tudi Pierre Ponafidine in omenil dva svečenika iz Bombaya. E. Orsolle, ki je obiskal tempelj za Bruceom, pravi, da je perzijski svečenik v Atešgahu leta 1864 umrl. Parsi iz Bombaya so čez nekaj let tja poslali drugega svečenika, vendar so romarji iz Indije in Irana medtem že pozabili na svetišče in leta 1880 tam ni bilo nikogar.  O'Donovan je ob obisku svetišča leta 1879 omenil, da v njem častijo samo Guebri.
Leta 1898 je revija Možje in žene Indije objavila članek z naslovom Starodavni zoroastrski tempelj v Bakuju. Avtor tempelj imenuje Atešgah in ga šteje za perzijskega. V članku omenja, da je bil zadnji zoroastrski svečenik tja poslan pred približno trideset leti, se pravi v 60. letih 19. stoletja.
J. Henry je v svoji knjigi iz leta 1905 omenil, da je pred 25 leti, se pravi okoli leta 1880, v Surakaniju umrl zadnji perzijski svečenik.
J.J. Modi, ki je Surakani obiskal leta 1925, je poudaril, da v mestu ni več zoroastrskega templja, ker so ga uporabljali za druge namene. Bil je prepričan, da je bil hindujski tempelj.

### Napisi in verjetno obdobje gradnje
Na Atešgahu je več napisov. Vsi, z izjemo enega perzijskega, so pisani v pandžabskem sanskrtu.  Četudi perzijski napis slovnično ni pravilen, oba napisa vsebujeta letnico: leto 1802 po samvatskem koledarju in leto 1158  po islamskem (١١٥٨). Drugi datumi se gibljejo od samvata 1725 do samvata 1873, kar ustreza obdobju od 1668 do 1816 n. št. Iz datumov je razvidno, da je zgradba razmeroma nova, kar je nekatere znanstvenike pripeljalo do zaključka, da je bila zgrajena verjetno v 17. stoletju. Eno od poročil za javnost trdi, da obstajajo lokalni zapisi z navedki, da je zgradbo zgradila hindujska skupnost trgovcev v Bakuju približno v času padca Širvanšahove dinastije in priključitve Azerbajdžana k Ruskemu imperiju po rusko-perzijski vojni (1722-1723).
Napisi v templju v sanskrtu (v pisavi nagari devanagari) in pandžabiju (v pisavi gurmukhi) označujejo tempelj kot kraj hindujskega in sikovskega čaščenja in navajajo, da je bilo zgrajen in posvečen boginji Džuala Dži, hindujski boginji ognja. Džuala  (जवाला / ज्वाला) v sanskrtu pomeni plamen. Dži je častni naslov, ki je v rabi na Indijski podcelini.

### Mnenje zoroastrskih svečenikov
Leta 1876 je regijo obiskal James Bryce in ugotovil, da je "najpomembnejši lokalni mineral nafta, ki v številnih krajih, vendar najmočneje v bližini Bakuja na obali Kaspijskega morja, izvira iz zemlje in nekateri izviri stalno gorijo". Atašgaha ni omenil, za zoroastrijance pa je dejal, da se jih potem, "ko so jih mohamedanci, ki jih grenko sovražijo, v Perziji iztrebili, nekaj občasno izmuzne na romanje" in da "imajo pod bolj strpnim carjem enega samega svečenika, ki ga vzdržuje perzijska skupnost iz Bombaja. Svečenik živi v majhnem templju nad enim od izvirov (plina)".
Tempelj so v poznem 19. in zgodnjem 20. stoletju pregledali perzijski dasturji. Nekateri med njimi so pred tem obiskali tudi tempelj boginje Džuala Dži v Kangri na Himalaji. Iz napisov in zgradbe kot take so zaključili, da je bil tempelj hindujsko in sikimsko svetišče.
Leta 1925 v Baku pripotoval zoroastrski svečenik in akademik Jivanji Jamshedji Modi, da bi ugotovil, ali je bil tempelj nekoč resnično zoroastrsko svetišče. Do takrat (in danes spet) so svetišče obiskovali zoroastrski romarji iz Indije. Modi je v svojem potopisu ugotovil, da "ne samo jaz, ampak vsak Parsi, ki je malo seznanjen s hindujsko ali sikistansko vero naših bratov, njihovimi templji in običaji, po pregledu te stavbe z njenimi napisi, arhitekturo itd. spozna, da to ni [zoroastrski] Ataš Kadeh, ampak hindujski tempelj, katerega brahmani (duhovniki) so častili ogenj (v sanskrtu Agni)".
Razen fizičnih dokazov, ki kažejo, da je bil kompleks hindujsko svetišče, obstoječe strukturne značilnosti niso skladne z značilnostmi drugih zoroastrskih ali sikimskh bogoslužnih mest. Neskladni so na primer celice za askete, na vse strani odprto ognjišče, kostnica in pomanjkanje vodnega vira. Dejstva, da je bilo to mesto nekoč zoroastrski prostor za čaščenje, ni mogoče izključiti. Za mesto kot hindujski tempelj velja, da je bilo eno od štirih velikih ognjenih templjev boginje Džuala Dži.
J. Unvala, ki je tempelj obiskal leta 1935, je ugotovil, da je zgrajen v povsem sasanidskem slogu.

### Izčrpanje vira naravnega plina
Ogenj v templju je nekoč napajal plin, ki je uhajal iz podzemnega polja zemeljskega plina neposredno pod tempeljskim kompleksom. Izkoriščanje rezerv zemeljskega plina v sovjetskem obdobju Azerbajdžana so povzročile, da je leta 1969 ogenj ugasnil. Ogenj v sedanjem muzejskem templju napaja plin iz bakujskega mestnega plinskega omrežja.

### Zahteve po obisku carja Aleksandra III.
Prebivalci Bakuja so leta 1925 zahtevali, da zooastrsko svetišče obišče ruski car Aleksander III., ki je leta 1888 prisostvoval obredu hindujskega svečenika ognja v Atešgahu. Njihova zahteva se ni uresničila.

## Javno priznanje
Ilustracija bakujskega ognjenega templja je bila vključena v dva apoena prve azerbajdžanske izdaje poštnih znamk, ki je izšla leta 1919. V ozadju templja je pet naftnih vrtalnih stolpov.
S predsedniškim ukazom, izdanim decembra 2007, je azerbajdžanska vlada razglasila "Državni zgodovinski tempelj Atešgah" za svetišče in ga uradno združila z  "Državnim zgodovinskim in arhitekturnim muzejem-rezervatom Širvanšahove palače". Kompleks se uradno imenuje "Državni zgodovinski in arhitekturni rezervat templja Atešgah".
Julija 2009 je azerbajdžanski predsednik Ilham Alijev za vzdržavanje svetišča namenil 1 milijon azerbajdžanskih manatov.
Aprila 2018 je svetišče obiskal bivši indijski minister za zunanje zadeve in se mu priklonil.

## Galerija
- Zunanjost obzidja
- Splošen videz
- Osrednji tempelj
- Ogenj
- Iranski zoroastrski verniki